# 麥氏煙管蝸牛
麥氏煙管蝸牛（学名：[Hemiphaedusa myersi] 错误：{{Lang}}：文本有斜体标记（帮助））为煙管蝸牛科臺灣紡錘煙管蝸牛屬下的一个种。該物種分佈於臺灣南部的高雄市甲仙、桃源區藤枝等地區。
該物種的學名來自於標本採集者Dr. Myers。

## 外部連結
- 維基物種上的相關：麥氏煙管蝸牛